# スノードロップ (アニメ制作会社)
株式会社スノードロップ（英: Snowdrop）は、日本のアニメ制作会社。

## 概要
AIC宝塚でアニメーターを務めた日下部智津子と同じくAICでプロデューサーを務めた福家日左夫が中心となって2011年に設立。グロス請けを主とする。

## 作品

### ゲーム
- アイドリッシュセブン（ゲーム4部16章1話アニメーションムービー、2019年[1]）

### 制作協力
アニメ
- 劇場版イナズマイレブンGO 究極の絆 グリフォン（パートグロス、元請：OLM、2011年）
- イナズマイレブンGO クロノ・ストーン（15話、元請：OLM TEAM WASAKI、2012年）
- 劇場版イナズマイレブンGO vs ダンボール戦機W（パートグロス、元請：OLM、2012年）
- イナズマイレブンGO クロノ・ストーン（47話、元請：OLM TEAM WASAKI、2013年）
- 劇場版ポケットモンスター ベストウイッシュ 神速のゲノセクト ミュウツー覚醒（パートグロス、元請：OLM Team Koitabashi、2013年）
- 劇場版 HUNTER×HUNTER -The LAST MISSION-（作画協力、元請：マッドハウス、2013年）
- テンカイナイト（作画協力、元請：ボンズ、2013年）
- 棺姫のチャイカ（9話、元請：ボンズ、2014年）
- キャプテンアース（14話・21話・23話、元請：ボンズ、2014年）
- 愛・天地無用!（24話・25話・26話・28話・29話、元請：AIC PLUS+、2014年）
- 映画 妖怪ウォッチ 誕生の秘密だニャン!（パートグロス、元請：OLM TEAM INOUE、2014年）
- 艦隊これくしょん -艦これ-（7話作画協力、元請：ディオメディア、2015年）
- SHOW BY ROCK!!（3話、元請：ボンズ、2015年）
- てーきゅう 第5期（第49面〜第60面、元請：ミルパンセ、2015年）
- ポケモン・ザ・ムービーXY 光輪の超魔神 フーパ（パートグロス、元請：OLM Team Kamei、2015年）
- Charlotte（10話、元請：P.A.WORKS、2015年）
- 映画 妖怪ウォッチ エンマ大王と5つの物語だニャン!（パートグロス、元請： OLM TEAM KOITABASHI&INOUE、2015年）
- クロムクロ（4話、元請：P.A.WORKS、2016年）
- 双星の陰陽師（8話、元請：studioぴえろ、2016年）
- ポケモン・ザ・ムービーXY&Z ボルケニオンと機巧のマギアナ（パートグロス、元請：OLM Team Kamei、2016年）
- イナズマイレブン アレスの天秤（PV、元請：OLM TEAM KAWAKITA、2016年）
- SHOW BY ROCK!!#（2話・6話、元請：ボンズ、2016年）
- イナズマイレブン アウターコード（3話、元請：OLM、2017年）
- サクラクエスト（4話・20話、元請：P.A.WORKS、2017年）
- 僕のヒーローアカデミア（24話、元請：ボンズ、2017年）
- 劇場版ポケットモンスター キミにきめた!（パートグロス、元請：OLM Team Kato、2017年）
- お酒は夫婦になってから（7話、元請：Creators in Pack、2017年）
- 映画 妖怪ウォッチ シャドウサイド 鬼王の復活（パートグロス、元請：OLM TEAM INOUE、2017年）
- いつだって僕らの恋は10センチだった。（6話 Bパート、元請：Lay-duce、2017年）
- DEVILMAN crybaby（3話、元請：サイエンスSARU、2018年）
- アイドリッシュセブン（10話、元請：TROYCA、2018年）
- ウマ娘 プリティーダービー（8話、元請：P.A.WORKS、2018年）
- 劇場版ポケットモンスター みんなの物語（パートグロス、元請：OLM Team Kato、WIT STUDIO、2018年）
- 僕のヒーローアカデミア THE MOVIE 〜2人の英雄〜（パートグロス、元請：ボンズ、2018年）
- 東京喰種トーキョーグール:re（17話、元請：studioぴえろ、2018年）
- やがて君になる（7話、元請：TROYCA、2018年）
- ゾイドワイルド（27話、元請：OLM TEAM SAKURAI、2019年）
- タイチとレイナ 2050年の夏 ～気象予測の未来～（2019年）
- ロード・エルメロイII世の事件簿（7話、元請：TROYCA、2019年）
- 二ノ国（パートグロス、元請：オー・エル・エム、2019年）
- 荒ぶる季節の乙女どもよ。（2話・9話、元請：Lay-duce、2019年）
- 劇場版 SHIROBAKO（パートグロス、元請：P.A.WORKS、2020年）
- アイドリッシュセブン Second Beat（8話・14話、元請：TROYCA、2020年）
- ホロライブ・オルタナティブ（ティザーPV、元請：カバー、2022年）
- SPY×FAMILY Season2（28話、元請：WIT STUDIO、CloverWorks、2023年）

ゲーム
- イナズマイレブンGO ギャラクシー（アニメーションムービー、2013年）
- サノバウィッチ（OPムービー作画協力、2015年）
- 千恋*万花（OPムービー作画協力、2016年）